# Periclista
Periclista es un género de avispas de la familia Tenthredinidae. Hay por lo menos 20 especies descritas en Periclista.

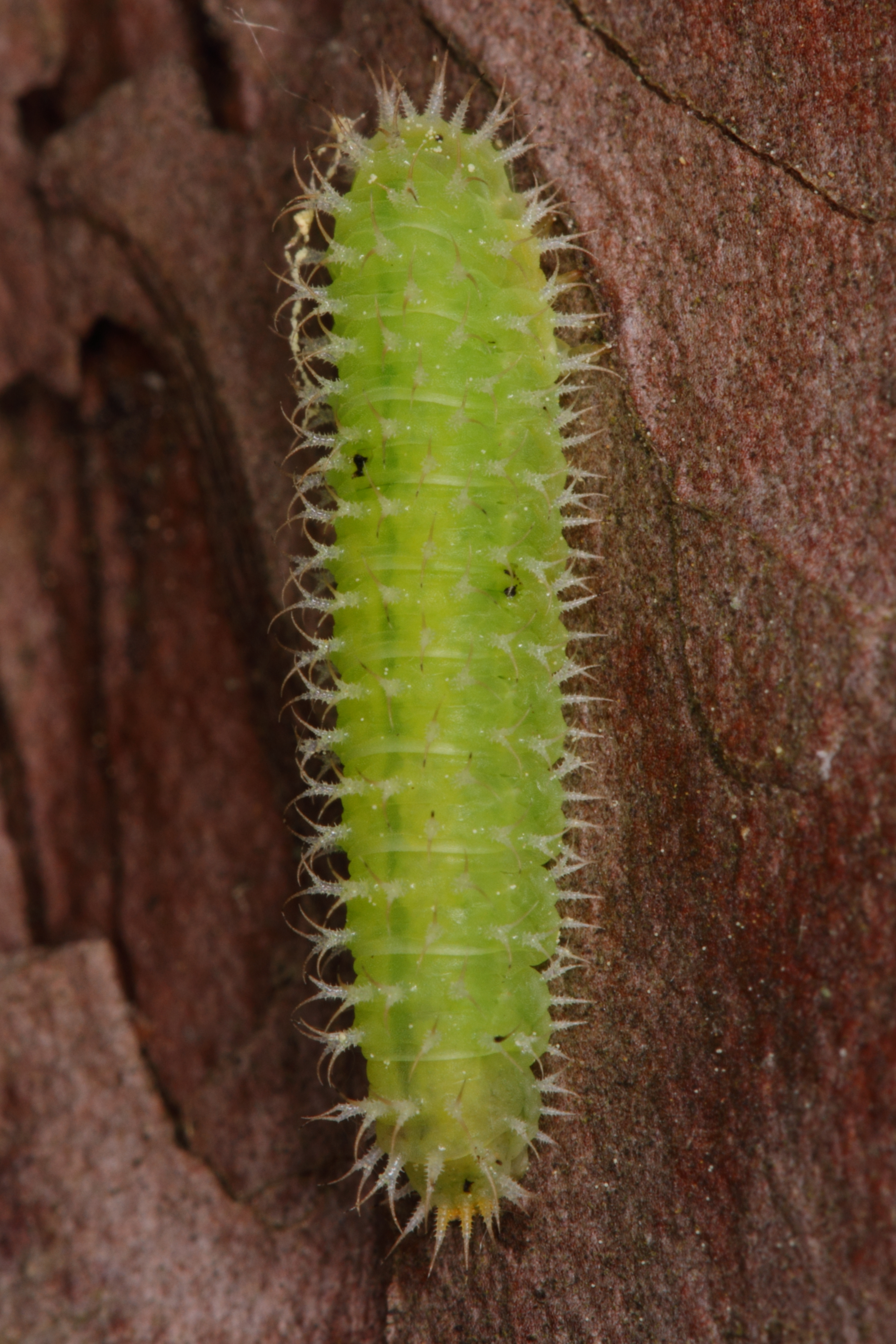

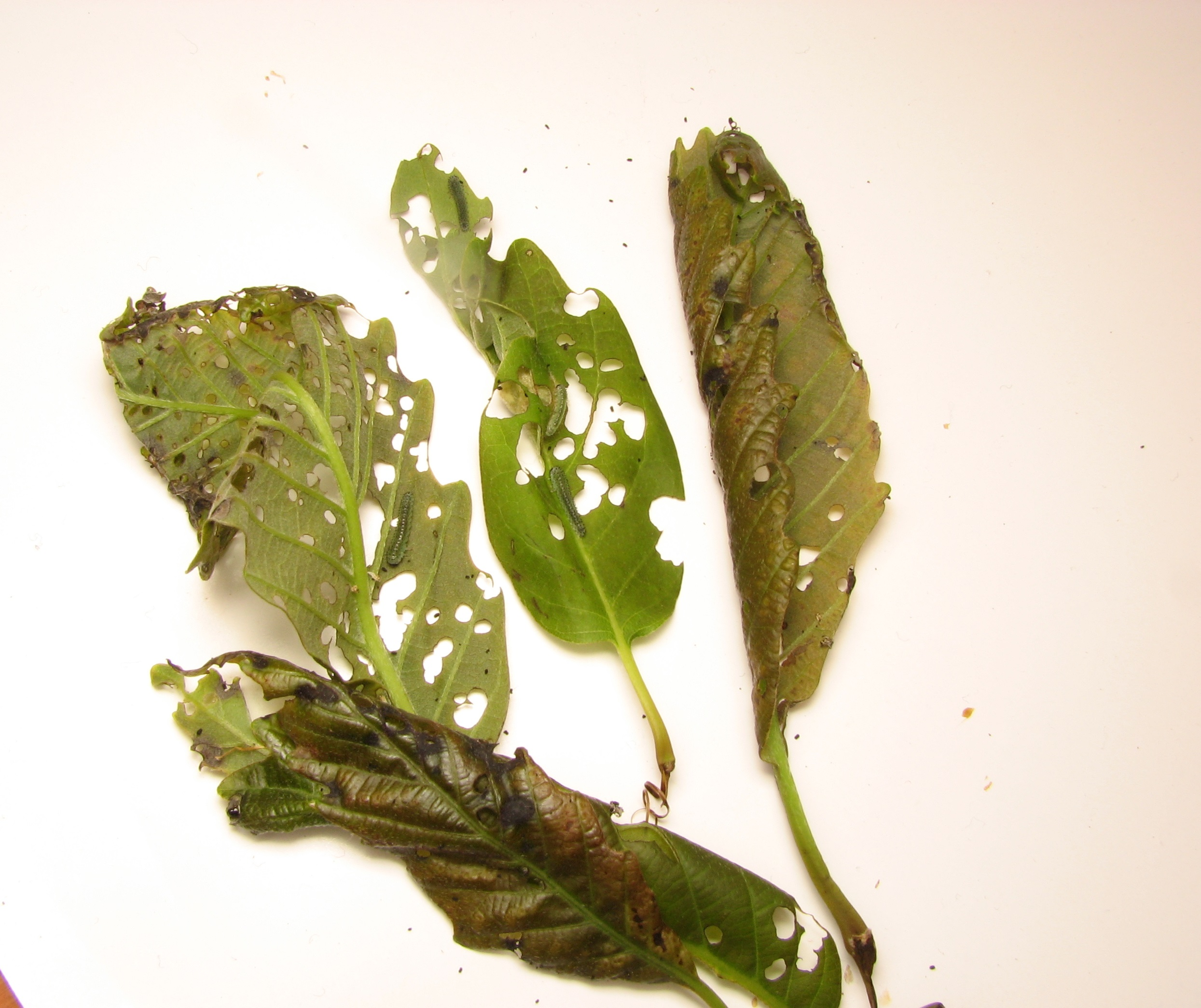
Daño en hojas de roble causado por larvas de Periclista

## Especies
Estas 23 especies son del género Periclista:
- Periclista albicollis Norton, 1872 b
- Periclista albida (Klug, 1816) g
- Periclista albipennis (Zaddach, 1859) g
- Periclista albiventris (Klug, 1816) g
- Periclista analis Konow, 1886 g
- Periclista andrei Konow, 1906 g
- Periclista coiffaiti Chevin, 1980 g
- Periclista cretica (W.Schedl, 1981) g
- Periclista diluta Cresson, 1880 b
- Periclista dusmeti Konow, 1907 g
- Periclista freidbergi D.R.Smith, 1982 g
- Periclista hermonensis D.R.Smith, 1982 g
- Periclista lenta Konow, 1903 g
- Periclista lineolata (Klug, 1816) g
- Periclista major (Neocharactus) major Smith, 2012 b
- Periclista media Norton, 1864 b
- Periclista osellai F.Pesarini & Turrisi, 2003 g
- Periclista pilosa Chevin, 1971 g
- Periclista pubescens (Zaddach, 1859) g
- Periclista rufiventris Zombori, 1979 g
- Periclista sicelis F.Pesarini & Turrisi, 2003 g
- Periclista vernalis Lacourt, 1985 g
- Periclista wittmeri Zombori, 1979 g

Fuentes: i = ITIS, c = Catalogue of Life, g = GBIF, b = Bugguide.net